# Шахта «10-річчя Незалежності Казахстану»
Шахта «10-річчя Незалежності Казахстану» – гірничодобувне підприємство у Актюбінській області Казахстану, що здійснює розробку кількох родовищ зі складу Джарил-Бутацького рудного поля Південно-Кемпірсайського рудного масиву.
В 1956 – 1992 роках родовище Алмаз-Жемчужина відпрацьовувалось за допомогою кар’єру «Об’єдіньонний», з якого вилучили 19,6 млн тон руди. Розташоване поруч родовище Мілліонне розробляли кар’єром «Мілліонний» у 1961 – 1979 роках, під час чого отримали 7 млн тон руди. При цьому станом на 2005 рік загальні початкові ресурси цих родовищ оцінювались у 247 млн тон (78% ресурсів всього Південно-Кемпірсайського рудного масиву), тому вже у 1978-му тут почалось будівництво шахти «Центральна». Остання окрім Алмаз-Жемчужина та Мілліонного також мала залучити до видобутку набагато менші родовища Первомайське та №21 (відпрацьовувалось кар’єром «Мирний» у 1985 – 1997 роках), ресурси яких оцінювались як 11,5 та 5,9 млн тон відповідно.
Введення першої черги шахти почалось в 1999 році, причому невдовзі вона була перейменована у шахту «10-річчя Незалежності Казахстану» (ШДНК). В межах першої черги, яка станом на 2001 рік досягнула проектної потужності у 2 млн тон на рік, спорудили чотири стовбури – «Скіпово-клітьовий», «Клітьовий», «Допоміжний» та «Північний Вентиляційний» (є відомості, що глибина «Клітьового» становить не менш ніж 954 метра).
В 2017-му почали видобуток з родовища Первомайське, втім, запаси останнього для відпрацювання через ШДНК рахувались лише як 3 млн тон із річним видобутком у 0,3 млн тон. В той же час, відпрацювання родовища №21 за новим планом організували виробітками з кар’єру «Мирний».
На 2024 рік заплановано запуск другої черги шахти (ШДНК-2) проектною потужністю 6,5 млн тон, для якої вже пройшли стовбури «Скіповий» глибиною 1177 метрів та «Вентиляційний» глибиною 1199 метрів. В 2021-му також завершили спорудження квершлагу довжиною 3,6 км, який сполучив стовбур «Вентиляційний» зі стовбуром «Клітьовий» зі складу першої черги.  
Розробку родовищ веде Донський гірничо-збагачувальний комбінат.